# Lara Nabhan
Lara Nabhan (Zalé, 17 de julho de 1989) é uma apresentadora de televisão e jornalista libanesa que trabalha para o canal Al Arabiya.
Atualmente, desde 2012, trabalha no canal Al Arabiya, de Dubai nos Emirados Árabes Unidos, onde também mora.

## Biografia
Nasceu em Zahlé, Líbano, em 17 de julho de 1989, em uma família muçulmana pertencente à seita xiita no Líbano

## Formação
Foi educada na Universidade de Antonine.